# Про деда, бабу и курочку Рябу
«Про деда, бабу и курочку Рябу» — советский рисованный мультипликационный фильм, снятый на киностудии «Союзмультфильм» в 1982 году по мотивам русской народной сказки «Курочка Ряба». В мультфильме не произносится ни одного слова, только звучит музыка.

## Сюжет
Утро. Деревенская изба. Поет петух. Дед встаёт с печки. Баба уже на ногах, приносит в избу полные вёдра на коромыслах.
Дед хочет есть, ждёт, когда курочка, сидящая в корзинке, снесёт яичко.
А курочка не несётся.
Баба кормит курочку, гладит, обхаживает.
Баба раздувает самовар. Дед мечтает о яичнице-глазунье. Дед колет дрова. Баба протирает сковороду. Старики ждут, когда курочка снесёт яйцо. Для них это вопрос — будет завтрак или нет?!
Время идёт, а курочка всё не несётся.
Дед развлекает курочку, качает её в корзине, как на качелях. От такого неслыханного внимания курочка сносит яичко, да, не простое, а золотое.
Старики не могут разбить золотое яичко. Ломают об него всю кухонную утварь. Уже всей избе грозит разрушение.
Не разбивается яйцо.
За разгромом из норки наблюдает мышка. Мышка подходит к золотому яичку, исхитряется и разбивает его. А оно внутри оказывается пустым.
Еды нет и не предвидится. Дед плачет. Баба плачет.
Баба сметает осколки золотого яичка веником в совок.
Курочка утешает Деда и Бабу. Сносит им простое яичко, а не золотое.
Старики счастливые. Есть на столе яичница. Значит, не быть им в этот день голодными.

## Съёмочная группа
| автор сценария            | Роман Качанов                                                                      |
| кинорежиссёр              | Александр Давыдов                                                                  |
| художники-постановщики    | Татьяна Зворыкина, Владимир Зуйков                                                 |
| композитор                | Нина Савичева                                                                      |
| звукооператор             | Владимир Кутузов                                                                   |
| кинооператор              | Светлана Кощеева                                                                   |
| монтаж                    | В. Лаэв                                                                            |
| художники-мультипликаторы | Юрий Кузюрин, Юрий Мещеряков, Дмитрий Куликов, Галина Зеброва, Татьяна Померанцева |
| художники                 | Светлана Давыдова, Ольга Новосёлова                                                |
| ассистенты                | Татьяна Домбровская, Людмила Крутовская                                            |
| редактор                  | Татьяна Папорова                                                                   |
| директор съёмочной группы | Любовь Бутырина                                                                    |

## Видеоиздания
Мультфильм неоднократно переиздавался в сборниках мультфильмов: «Курочка Ряба» («Союзмультфильм»), DVD, дистрибьютор «Союз».